# Публий Корнелий Сципион Назика Коркул
Пу́блий Корне́лий Сципио́н Нази́ка Ко́ркул (лат. Publius Cornelius Scipio Nasica Corculum, 206/205 — после 142 гг. до н. э.) — древнеримский политический деятель и военачальник из патрицианского рода Корнелиев, консул 162 и 155 годов до н. э. Участвовал в Третьей Македонской войне и сделал важный вклад в победу Рима. Во время первого консулата был вынужден отказаться от должности из-за неблагоприятных птицегаданий. В 159 году до н. э. стал цензором. Во второй раз получив консульство, одержал победу в войне с далматами (155 год до н. э.). Добился разрушения первого в Риме постоянного театра.
Назика Коркул пользовался большим влиянием в сенате. Он возглавлял политическую группировку, выступавшую против масштабных завоеваний и, в частности, за сохранение Карфагена. Но в этом вопросе победу одержали оппоненты Назики во главе с Марком Порцием Катоном. Когда в Македонии началось восстание Андриска (150 год до н. э.), Назика возглавил оборону Фессалии. Позже он был избран верховным понтификом и дважды становился принцепсом сената.

## Биография

### Происхождение
Публий Корнелий принадлежал к одному из самых знатных и разветвлённых патрицианских родов Рима — Корнелиям. Когномен Сципион (Scipio) античные писатели считали происшедшим от слова посох: «Корнелий, который [своего] тёзку — отца, лишённого зрения, направлял вместо посоха, был прозван Сципионом и передал это имя потомкам». Самого раннего носителя этого когномена звали Публий Корнелий Сципион Малугинский; отсюда делается предположение, что Корнелии Сципионы были ветвью Корнелиев Малугинских.
Дедом Публия был Гней Корнелий Сципион Кальв — консул 222 года до н. э., воевавший в Испании во время Второй Пунической войны и погибший в одном из сражений. Соответственно Публий Корнелий Сципион Африканский приходился Назике Коркулу двоюродным дядей. Сын Кальва Публий, консул 191 года и отец Коркула, стал первым носителем когномена Назика (Nasica — «остроносый»), закрепившегося за его потомками. Прозвище Коркул (Corculum — Разумный) стало агноменом Публия-младшего.

### Начало карьеры
Публий Корнелий родился предположительно в 206/205 году до н. э. Он впервые упоминается в источниках под 169 годом до н. э., когда был курульным эдилом. Вместе со своим сородичем и коллегой Публием Корнелием Лентулом он организовал пышные цирковые игры, в которых впервые участвовали пантеры и слоны.
В следующем году Сципион Назика принял участие в качестве военного трибуна в войне с Македонией. Римской армией командовал консул Луций Эмилий Павел (позже Македонский), приходившийся дядей жене Публия Корнелия. Рассказ античных авторов о военных достижениях Назики основан, по данным Плутарха, отчасти на утерянных для нас книгах «Всеобщей истории» Полибия, а отчасти — на письме самого Публия Корнелия «к одному царю» (предположительно это был царь Нумидии Массинисса). Поэтому исследователи предполагают, что здесь не обошлось без преувеличений.
Согласно Ливию и Плутарху, Назика отличился уже во время вторжения римской армии в Македонию. Царь Персей преградил путь римлянам на неприступных позициях близ Олимпа; когда выяснилось, что есть один неохраняемый горный проход через Перребию, Публий Корнелий первым вызвался на военном совете возглавить отряд, который должен был зайти в тыл врагу. Консул передал под командование Назики и своего сына Квинта Фабия Максима Эмилиана пять или восемь тысяч воинов. Царь, узнав об этом, отправил 12-тысячный отряд во главе с Милоном, чтобы занять перевал раньше римлян.

Полибий говорит, что римляне застигли этот отряд во время сна, Назика же утверждает, что на вершинах завязался ожесточенный и кровавый бой, что на него ринулся какой-то фракийский наемник и он уложил своего противника, пробив ему грудь копьем, и, наконец, что враг был сломлен, Милон позорно бежал — безоружный, в одном хитоне, — а римляне, преследуя неприятеля и не подвергаясь сами ни малейшей опасности, спустились на равнину.
— Плутарх. Эмилий Павел, 16.
Эти события заставили Персея отступить на равнины Македонии. Вскоре две армии встретились у города Пидна для решающего сражения. Источники сообщают, что Назика в числе других «молодых военачальников» убеждал Луция Эмилия начать битву как можно скорее, но тот всё же отложил схватку на следующий день. Публий Корнелий был в самой гуще боя; он сам писал позже, что ему внушил настоящий ужас вид фракийцев, сражавшихся на стороне македонян. После победы консул направил Назику с небольшим конным отрядом в Амфиполь, где находился Персей. Но царь успел уплыть на остров Самофракия; позже он сдался Гнею Октавию, хотя именно Назике доверял больше всего. В дальнейшем Публий Корнелий совместно с Максимом Эмилианом разграбил Иллирию, в Орике снова присоединился к Эмилию Павлу и отплыл в Италию.

### Высшие магистратуры
Дата претуры Публия Корнелия неизвестна; исходя из требований закона Виллия, это должен был быть самое позднее 165 год до н. э. В 162 году Назика стал консулом совместно с плебеем Гаем Марцием Фигулом. Он уже отбыл с армией на Корсику, когда руководивший выборами консул предыдущего года Тиберий Семпроний Гракх (Публию Корнелию он приходился свояком) заявил, что консулы были избраны вопреки птицегаданиям. Назика и Фигул были отозваны в Рим и отказались от должностей.
В 159 году до н. э. Публий Корнелий стал цензором. В этом качестве он построил портик на Капитолии, поставил первые в Риме водяные часы, приказал уничтожить статуи, «которые из честолюбия некоторые ставили себе на Форуме» без одобрения Сената и народного собрания. Авл Геллий рассказывает характерную историю о Назике и его коллеге по цензуре Марке Попиллии Ленате. Проводя перепись всадников, цензоры увидели крайне тощего и неухоженного коня, на котором сидел дородный хозяин, и спросили у последнего: «Почему получается так, что ты более ухожен, чем конь?» Тот ответил: «Потому, что о себе забочусь я сам, а о коне — Стаций, негодный раб». Назика и Ленат сочли такой ответ «недостаточно почтительным» и перевели всадника в низшую категорию римских граждан — эрарии.
В 155 году до н. э. Публий Корнелий стал консулом во второй раз. Теперь его коллегой был плебей Марк Клавдий Марцелл, а избрание оспорено не было. Назика возглавил армию в войне с далматами, начавшуюся из-за набегов последних на Иллирию, и одержал полную победу. Столица врага — город Дельминиум — была взята и разрушена и после этого уже не упоминалась в источниках. Согласно Триумфальным фастам, Публий Корнелий получил триумф; но Луций Ампелий и Псевдо-Аврелий Виктор сообщают, что он отказался как от триумфа, так и от почётного наименования император, предложенного ему солдатами. Немецкий антиковед Ф. Мюнцер предположил, что обе версии могут соответствовать действительности (консул сначала отказывался от заслуженных им почестей, но в конце концов принял их), либо Ампелий и Псевдо-Аврелий опирались на тенденциозный источник, автор которого стремился изобразить Назику в максимально выгодном свете.
Во время цензуры Гая Кассия Лонгина и Марка Валерия Мессалы Публий Корнелий добился постановления сената о разрушении только что построенного постоянного театра (первого в Риме) «как предмета бесполезного и пагубного для общественной нравственности»; согласно Павлу Орозию, речь шла только об отказе от планов строительства. В историографии есть разные варианты датировки этого сюжета: 155, 154 или 151 год до н. э. Есть даже гипотеза, что античные авторы имеют в виду события 125 года до н. э., а вместо Сципиона должен фигурировать Цепион — Гней Сервилий, который в 125 году был цензором совместно с Луцием Кассием Лонгином Равиллой.

### Карфагенская проблема
После своего консулата Публий Корнелий уделял большое внимание карфагенской проблеме. Пользуясь, по словам Плутарха, «громадным влиянием» в сенате, он унаследовал от своего двоюродного дяди и тестя Сципиона Африканского положение лидера одной из двух самых влиятельных группировок внутри римского нобилитета. Во внешней политике его «партия» выступала против масштабных завоеваний, настаивая, в частности, на сохранении Карфагенской республики. Более поздние античные авторы приписывали Назике уверенность в том, что вражда с Карфагеном необходима республике как средство от внутренних распрей:

Замечая, по-видимому, что народ становится непомерно заносчив и уже совершает множество просчетов, что, упиваясь своими удачами, исполнившись гордыни, он выходит из повиновения у сената и упорно тянет за собою все государство туда, куда его влекут страсти, — замечая это, Назика хотел, чтобы хоть этот страх перед Карфагеном был уздою сдерживающей наглость толпы: он полагал, что карфагеняне не настолько сильны, чтобы римляне не смогли с ними совладать, но и не настолько слабы, чтобы относиться к ним с презрением.
— Плутарх. Марк Катон, 27.
Антиковед Ф. Мюнцер в связи с этим заметил: «Назика наверняка приводил и другие весомые доводы в подтверждение своей позиции». Оппонентом Публия Корнелия стал Марк Порций Катон, настаивавший на уничтожении старого врага Рима и каждую свою речь заканчивавший словами: «Кажется мне, что Карфаген не должен существовать». Назика же повторял: «Мне кажется, что Карфаген должен существовать».
Как правило, Рим поддерживал Нумидию, постоянно теснившую карфагенян на африканском материке. В 150-е годы до н. э. Карфаген сформировал большую армию во главе с внуком Сифакса Ариобарзаном для войны с Массиниссой. Катон заявил, что это войско собрано против Рима, и предложил начать интервенцию, но из-за возражений Назики дело ограничилось отправкой посольства. Вскоре (в 153 году до н. э.) сын Массиниссы Гулусса сообщил сенату, что пунийцы строят флот и набирают воинов; Назика опять настоял на отправке специальной комиссии и сам вошёл в её состав. Выяснилось, что слова нумидийского царевича соответствуют действительности. Публий Корнелий лично убедился в том, что Карфаген представляет собой серьёзную опасность, и начал постепенно, шаг за шагом, уступать Катону. Сначала он заявил, что подготовка пунийцев к обороне — это «ещё не законный повод к войне»; потом, когда стало ясно, что открытое столкновение неминуемо, предпринял последнюю попытку примирения на условии переноса Карфагена с побережья в глубь Африки. Реальных последствий это предложение не имело.

### Поздние годы
В 150 году до н. э. сенат направил Публия Корнелия на Балканы (возможно для того, чтобы отстранить его от решения карфагенской проблемы). Там начиналась большая война: в Македонии появился человек, выдававший себя за царевича Филиппа. Он заключил союз с фракийцами, объявил себя царём Филиппом VI и поставил под свой контроль все территории, входившие в состав Македонского царства до 168 года до н. э. После этого Псевдо-Филипп напал на греческих союзников Рима.
Назика попытался предотвратить расширение территорий, контролируемых самозванцем, путём переговоров. Потерпев неудачу, он возглавил ахейское и пергамское ополчения, вставшие на защиту Фессалии. Узнав из его писем, что положение серьёзное, сенат направил в Грецию претора Публия Ювентия Тальну с легионом.
Уже в год начала войны с Андриском (150 до н. э.) Публий Корнелий стал верховным понтификом после смерти Марка Эмилия Лепида. Позже дважды — в 147 и 142 годах — он становился первым в списке сенаторов. Вскоре после 142 года до н. э. Назика умер: точно известно, что во времена братьев Гракхов его уже не было в живых.

## Интеллектуальные занятия
Цицерон в своём трактате «Брут» назвал имя Публия Корнелия в числе ораторов, бывших младшими современниками Катона Цензора. По его словам, Назика «считался красноречивым человеком». Псевдо-Аврелий Виктор называет Публия Корнелия «первым по красноречию». Античные авторы цитируют ряд речей Назики, но подлинные тексты его выступлений уже к 46 году до н. э., когда был написан трактат «Брут», видимо, были утеряны.
Письмо Публия Корнелия «к одному царю», рассказывавшее о событиях Третьей Македонской войны, стало важным историческим источником, который использовали в своей работе Тит Ливий и Плутарх.

## Семья
Публий Корнелий был женат на своей троюродной сестре Корнелии, дочери Сципиона Африканского и Эмилии Павлы. Эта матрона приходилась родной племянницей Луцию Эмилию Павлу Македонскому и двоюродной сестрой Сципиону Эмилиану. Последний в результате усыновления стал её племянником и главой семьи. Полибий рассказывает, что Сципион Эмилиан сразу после получения наследства отдал Назике вторую половину приданого его жены — 25 талантов, — хотя тот рассчитывал только на треть. Родная сестра Корнелии была женой Тиберия Семпрония Гракха и матерью знаменитых братьев Гракхов — Тиберия и Гая.
У Публия и Корнелии был только один сын — Публий Корнелий Сципион Назика Серапион, консул 138 года до н. э.

## Характеристика личности
Античные авторы дали Публию Корнелию самые лестные оценки. У Ливия он появляется в образе «славного юноши», который рвётся в бой с македонянами и обращает «свободные речи» к консулу. «В тебе, Назика, — отвечает ему Луций Эмилий Павел, — я вижу себя прежнего, а ты станешь похож на меня нынешнего». Цицерон сообщает о красноречивом прозвище Назики «Разумный». Псевдо-Аврелий Виктор пишет: «По красноречию он был первым, по знанию права — полезнейшим советником, по уму — мудрейшим».